# Daniel Benzar
Daniel Dumitru Benzar (Timișoara, 30 dicembre 1997) è un calciatore rumeno, centrocampista del Șelimbăr.

## Biografia
Ha un fratello, Romario, anch'egli calciatore.

## Carriera
Ha giocato nel campionato rumeno, alternandosi tra la massima serie e la seconda divisione.